# Broomfield (Wiltshire)
Broomfield – wieś w Anglii, w hrabstwie Wiltshire. Leży 55 km na północny zachód od miasta Salisbury i 143 km na zachód od Londynu.